# Al-Nasr Bengazi
Al-Nasr Sports, Cultural, and Social Club (arab. نادي النصر الرياضي) – libijski klub piłkarski, grający w pierwszej lidze, mający siedzibę  w mieście Bengazi.

## Historia
Klub został założony w 1954 roku. W 1987 roku klub po raz pierwszy w swojej historii wywalczył mistrzostwo Libii, w końcowej tabeli wyprzedzając o punkt Al-Madina SC. Klub sześciokrotnie zdobywał Puchar Libii, a fakt ten miał miejsce w latach 1978, 1982, 1984, 1997, 2003, 2010
.

## Stadion
Domowe mecze klub rozgrywa na stadionie o nazwie Stadion Męczenników Lutego w Beninie, położonej 19 km od Bengazi. Stadion może pomieścić 10550 widzów.

## Sukcesy
- Dawrī ad-Darağa al-’Ūlà al-Lībī:

mistrzostwo (3): 1987, 2018, 2024.
wicemistrzostwo (3):  19778, 1984, 2002.
- Puchar Libii:

zwycięstwo (3): 1997, 2003, 2010.
- Superpuchar Libii:

zwycięstwo (1): 2018.

## Występy w afrykańskich pucharach
| Sezon     | Rozgrywki                 | Runda       | Kraj                         | Klub                              | Dom | Wyjazd | Dwumecz                 |
| --------- | ------------------------- | ----------- | ---------------------------- | --------------------------------- | --- | ------ | ----------------------- |
| 1979      | Puchar Zdobywców Pucharów | 1           | Republika Środkowoafrykańska | TP USCA Bangui                    | -   | -      | walkower dla Al-Nasr    |
| 1979      | Puchar Zdobywców Pucharów | 1/8         | Algieria                     | CM Belcourt                       | 0–1 | 2–4    | 2–5                     |
| 1983      | Puchar Zdobywców Pucharów | 1           | Ghana                        | Sekondi Hasaacas FC               | 1–1 | 0–4    | 1–5                     |
| 1985      | Puchar Zdobywców Pucharów | 1           | Mauretania                   | ASC Trarza                        | 2–0 | 1–1    | 3–1                     |
| 1985      | Puchar Zdobywców Pucharów | 1/8         | Gabon                        | FC 105 Libreville                 | 3–1 | 1–2    | 4–3                     |
| 1985      | Puchar Zdobywców Pucharów | 1/4         | Uganda                       | Kampala Capital City Authority FC | 1–0 | 0–1    | 1–1 (k. 4–2)            |
| 1985      | Puchar Zdobywców Pucharów | 1/2         | Egipt                        | Al-Ahly Kair                      | -   | -      | walkower dla Al-Ahly    |
| 1988      | Puchar Mistrzów           | 1           | Tunezja                      | Étoile Sportive du Sahel          | -   | -      | walkower dla ES Sahel   |
| 2003      | Puchar CAF                | 1           | Etiopia                      | Ethiopian Bunna                   | 0–0 | 1–0    | 1–0                     |
| 2003      | Puchar CAF                | 2           | Egipt                        | Al-Ahly Kair                      | 1–2 | 0–2    | 1–4                     |
| 2004      | Puchar Konfederacji       | 1           | Benin                        | Mogas 90 FC                       | 5–0 | 0–1    | 5–1                     |
| 2004      | Puchar Konfederacji       | 2           | Nigeria                      | Enugu Rangers                     | 1–0 | 0–4    | 1–4                     |
| 2011      | Puchar Konfederacji       | wstępna     | Algieria                     | CA Batna                          | 2–2 | 2–2    | 2–2 (k. 5–6)            |
| 2011      | Puchar Konfederacji       | 1           | Sudan                        | Al-Chartum                        | -   | -      | walkower dla Al-Chartum |
| 2018/2019 | Liga Mistrzów             | wstępna     | Sudan Południowy             | Al-Hilal Wau                      | 5–1 | 4–2    | 9–3                     |
| 2018/2019 | Liga Mistrzów             | 1           | Gwinea                       | Horoya AC                         | 3–0 | 2–6    | 5–6                     |
| 2018/2019 | Puchar Konfederacji       | play-off    | Algieria                     | NA Hussein Dey                    | 1–0 | 1–3    | 2–3                     |
| 2019/2020 | Liga Mistrzów             | wstępna     | Republika Środkowoafrykańska | AS Tempête Mocaf                  | 3–1 | 0–1    | 3–2                     |
| 2019/2020 | Liga Mistrzów             | 1           | Maroko                       | Raja Casablanca                   | 1–3 | 1–1    | 2–4                     |
| 2019/2020 | Puchar Konfederacji       | play-off    | Uganda                       | Proline FC                        | 2–2 | 2–0    | 4–2                     |
| 2019/2020 | Puchar Konfederacji       | gr. B       | Mali                         | Djoliba Athletic Club             | 1–1 | 1–0    | 2–1                     |
| 2019/2020 | Puchar Konfederacji       | gr. B       | Gwinea                       | Horoya AC                         | 0–2 | 0–3    | 0–5                     |
| 2019/2020 | Puchar Konfederacji       | gr. B       | Południowa Afryka            | Bidvest Wits FC                   | 2–1 | 0–0    | 2–1                     |
| 2019/2020 | Puchar Konfederacji       | ćwierćfinał | Maroko                       | Hassania Agadir                   | 0–5 | 0–2    | 0–7                     |
| 2020/2021 | Liga Mistrzów             | wstępna     | Algieria                     | CR Belouizdad                     | 0–2 | 0–2    | 0–4                     |
| 2022/2023 | Puchar Konfederacji       | 2           | Rwanda                       | AS Kigali FC                      | 1–0 | 0–0    | 1–0                     |
| 2022/2023 | Puchar Konfederacji       | play-off    | Nigeria                      | Rivers United FC                  | 1–1 | 0–5    | 1–6                     |

## Reprezentanci kraju grający w klubie od 1996 roku
Stan na wrzesień 2016.
| - Ahmed Wafa Abdulkader - Abubakr Al Abaidy - Mohamed Al-Bishari - Khaled Khamis Al-Fallah - Ibrahim Al-Haasy - Ali Al-Hassi - Mahmoud Al-Houderi - Mohamed Al-Kakli - Senussi Ambarak Al-Kataani - Riyad Salam Al-Lafi - Ali Al-Melian - Marei Al Ramly - Salem Ibrahim Al Rewani - Ahmed Alid Al-Shikhi - Ahmed Al-Trbi - Ihaab Boussefi | - Osama Chtiba - Ahmed Faraj El Masli - Khaled Hussein - Mustafa Kaziri - Ahmed Saad Osman - Ahmed Mahmoud Zuway - Paul Koulibaly - Issouf Ouattara - Lelo Mbele - Saad Samir - Baffour Gyan - Nuru Sulley - Demba Barry - Ahmed Al Basha - Paul Adado - Mehdi Ben Dhifallah |